# P2 (영화)
《P2》(영어: P2)는 미국에서 제작된 프랑크 칼푼 감독의 2007년 심리 공포 영화이다. 칼푼의 첫 영화 연출작이다. 레이철 니컬스, 웨스 벤틀리 등이 출연하였고, 알렉상드르 아자 등이 제작에 참여하였다.

## 줄거리
크리스마스 이브에 한 젊은 여성 회사원이 미드타운맨해튼의 주차장 건물 지하에 갇혀 자신에게 집착하는 사이코패스 경비원에게 쫓긴다.

## 출연진
- 레이철 니컬스
- 웨스 벤틀리
- 사이먼 레이놀즈
- 스테퍼니 무어
- 폴 선형 리
- 그레이스 린 컹
- 아널드 피넉

## 기타 제작진
- 공동 제작: 대니얼 J. 헤프너, 그레그 코플런드
- 배역: 마크 베넷
- 미술: 올레그 M. 사비츠키
- 의상: 루스 시코드